# Demecser
Demecser [demečer] (ukrajinsky Демечер, Demečer) je město ve východním Maďarsku v župě Szabolcs-Szatmár-Bereg, spadající pod okres Kemecse, blízko hranic se župou Borsod-Abaúj-Zemplén. Nachází se asi 21 km severovýchodně od Nyíregyházy. V roce 2015 zde žilo 4 205 obyvatel. Podle údajů z roku 2001 zde bylo 91 % obyvatel maďarské a 9 % romské národnosti.
Nejbližšími městy jsou Ajak, Baktalórántháza, Dombrád a Kemecse. Blízko jsou též obce Berkesz, Gégény, Kék, Nyírbogdány, Nyírtass, Nyírtura, Pátroha a Székely.